# Alexandrinischer Krieg
Der so genannte Alexandrinische Krieg (lateinisch bellum Alexandrinum) bezeichnet die Kampfhandlungen, in die der römische Feldherr Gaius Julius Caesar zwischen September 48 und Januar 47 v. Chr. (nach dem julianischen Kalender) im Anschluss an die Schlacht bei Pharsalos im ägyptischen Alexandria verwickelt wurde.

## Vorgeschichte
Der ptolemäische König Ptolemaios XII. hinterließ bei seinem Tod 51 v. Chr. zwei Söhne (Ptolemaios XIII. und Ptolemaios XIV.) sowie zwei Töchter (Kleopatra VII. und Arsinoë IV.). Gemäß seinem Testament sollten seine ältere Tochter Kleopatra gemeinsam mit seinem älteren Sohn Ptolemaios XIII. regieren. Die damals 18-jährige Kleopatra regierte aber selbstherrlich faktisch allein. Dies führte zum Konflikt mit den Vormündern ihres erst zehnjährigen Mitregenten, dem Minister Potheinos, dem Feldherrn Achillas und dem königlichen Lehrer Theodotos von Chios. Dem Machtblock hinter dem jungen König gelang es schließlich, Kleopatra zu entmachten und Ende 49 v. Chr. zu vertreiben. Sie warb Söldner und suchte ihre Herrschaft militärisch wiederzuerlangen.
Doch platzte der römische Bürgerkrieg zwischen Caesar und Gnaeus Pompeius Magnus mitten in den ägyptischen Thronstreit. Nach dem entscheidenden Sieg Caesars in der Schlacht bei Pharsalos flüchtete Pompeius nach Ägypten, da er mit den Ptolemäern freundschaftlich verbündet war und römischen Schriftstellern sogar als Vormund des Ptolemaios XIII. galt. Doch Potheinos ließ den Pompeius ermorden (am 25. Juli 48 v. Chr. nach dem julianischen Kalender bzw. am 28. September 48 v. Chr. nach dem vorjulianischen Kalender), um Ägypten nicht in den römischen Bürgerkrieg hineinzuziehen und Caesar zu gewinnen. Doch der siegreiche römische Feldherr, der Pompeius rasch gefolgt war, erwies sich als undankbar, besetzte das Palastviertel von Alexandria und erzwang, den Streit der verfeindeten ptolemäischen Geschwister entscheiden zu können. Kleopatra konnte ihn für sich gewinnen und wurde auf sein Betreiben wieder als Mitregentin anerkannt.
Dagegen mobilisierte Potheinos die Ägypter, die durch das herrische Auftreten des Römers und die Unbeliebtheit der Kleopatra schon äußerst erbittert waren. Der Minister rief Ende August 48 v. Chr. (julianisch) den königlichen Heerführer Achillas von Pelusion, das dieser gegen Kleopatras Truppen hatte verteidigen sollen, nach Alexandria zurück. Die ägyptische Armee bestand aus 20.000 kriegserfahrenen Infanteristen und 2.000 Reitern, vor allem den sogenannten Gabiniani, d. h. ehemaligen römischen Soldaten, die schon lange in Ägypten lebten und schon für Ptolemaios XII. gekämpft hatten, also ganz der ptolemäischen Regierung ergeben waren. Der für einen Feldzug unvorbereitete Caesar wurde durch diese Militäraktion völlig überrascht. Sein Heer war nur 4.000 Mann stark und konnte daher keine offene Feldschlacht wagen. Er zwang Ptolemaios XIII., zwei hochrangige Gesandte, Dioskorides und Serapion, an Achillas zu schicken, um dessen Vormarsch auf diplomatischem Weg zu stoppen. Doch der ägyptische Feldherr ließ die Gesandten töten (einer überlebte schwerverletzt) und besetzte große Teile Alexandrias, wobei ihn die Bevölkerung freudig unterstützte. Caesar ließ die Königsfamilie im Palast festsetzen und verschanzte sich im dazugehörigen Stadtviertel. So begann der Alexandrinische Krieg.

## Verlauf
Im Kampf gegen Caesar mobilisierten die Alexandriner alle Kräfte, bewaffneten sogar Sklaven und rekrutierten im ganzen Land Soldaten. Der römische Feldherr wurde im Palastviertel eingeschlossen und konnte auch auf dem Seeweg nicht fliehen, ließ aber gleich zu Beginn des Krieges Boten aussenden, die römische Provinzen und verbündete Fürsten Asiens um Entsatzheere und Flottenverbände ersuchten. Achillas’ Angriff auf das Palastviertel konnte Caesar abwehren.
Gleichzeitig fanden Kämpfe im Hafengebiet statt. Caesar ließ die ägyptische Flotte anzünden, damit sie nicht als Waffe gegen ihn eingesetzt werden konnte. Dabei soll auch die berühmte Alexandrinische Bibliothek verbrannt sein. Die Forscher sind sich bis heute uneinig, ob und wie viele Buchrollen der Bibliothek tatsächlich verbrannten. Die antiken Angaben schwanken zwischen 40.000 und 700.000 vernichteten Büchern. Würde letztere Zahl tatsächlich stimmen, wäre wohl der Gesamtbestand der Bibliothek ein Raub der Flammen geworden. Im Bellum Alexandrinum, einer Darstellung des Krieges durch einen aus dem Kreis Caesars stammenden Autor, wird der Brand der Bibliothek jedenfalls überhaupt nicht erwähnt. Nach der Zerstörung der alexandrinischen Flotte konnte Caesar den auf einer kleinen Insel gelegenen bekannten Leuchtturm von Pharos einnehmen und damit die enge Einfahrt in den Großen Hafen kontrollieren. Dies war wichtig, um Verstärkungen zur See empfangen zu können.
Wohl begünstigt durch die Kämpfe, konnte Arsinoë mit ihrem Mentor, dem Eunuchen Ganymedes, aus dem Palast zu Achillas fliehen. Sie wurde zur Gegenkönigin zu ihrer älteren Schwester Kleopatra, mit der sie verfeindet war, erhoben, stritt aber bald mit dem ägyptischen General über die Vorrangstellung im Kommando über die Truppen. Der bei Caesar im Palast weilende Potheinos sandte Boten, die Achillas unterstützten, aber der römische Feldherr erfuhr von ihren heimlichen Kontakten und ließ Potheinos hinrichten. Auf der gegnerischen Seite ließ Arsinoë den Achillas aus dem Weg räumen und übertrug Ganymedes den Oberbefehl über die ägyptische Armee.
Ganymedes ließ die Kanäle, die unterirdisch zu Caesars Viertel führten, absperren und durch Maschinen in die höher gelegenen Stadtviertel enorme Mengen an Meerwasser pumpen, das in das Palastviertel hinunterfloss. Dadurch wurde das Wasser untrinkbar, und die Römer gerieten schon in Panik, aber Caesar befahl, tiefe Brunnen auszuheben, und es wurde genügend Trinkwasser gefunden. Gnaeus Domitius Calvinus schickte aus Kleinasien als Verstärkung eine Legion Soldaten auf einer Flotte zu Caesar, die aber durch Ostwinde an Alexandria vorbeigetrieben wurde. Dem Diktator gelang es jedoch, die Flotte in den Großen Hafen zurückzuführen, nachdem er ägyptische Schiffe, die ihm den Weg versperren wollten, geschlagen hatte. Umso eifriger bemühte sich Ganymedes nach diesem Misserfolg, seine Flotte wiederherzustellen. Erstaunlich schnell wurden wieder etliche Schiffe einsatzbereit gemacht, als Caesar mit seiner Flotte erschien und angeblich fast ohne Verluste fünf ägyptische Schiffe versenkte, woraufhin der Rest zu dem Damm floh, der die Insel mit der Stadt verband. Dort konnten die Alexandriner ihre Schiffe durch nahe gelegene Häuser und Schanzwerke besser verteidigen, weswegen sich Caesar zurückzog.
Bald darauf eroberte Caesar die nahe bei Alexandria gelegene Insel Pharos ganz und wollte nun den dorthin führenden Heptastadion-Damm einnehmen, was aber fehlschlug: Da alexandrinische Boote in ihrem Rücken landeten, fürchteten die Römer abgeschnitten zu werden und versuchten, die an der Mole gelegenen Boote zu besteigen, um zu ihren entfernteren Schiffen zu gelangen. Caesar geriet in eine lebensgefährliche Situation, als sich zu viele Römer auf sein Boot drängten, und musste mit seinen fast 53 Jahren etwa 200 Schritte durch das kalte Wasser zu den weiter weg gelegenen Schiffen um sein Leben schwimmen. Er verlor bei diesem Gefecht 400 Legionäre und noch mehr Seesoldaten. Die Alexandriner baten Caesar nach seinem Misserfolg, den jungen König Ptolemaios XIII. freizulassen, da sie angeblich mit der Regierung Arsinoës unzufrieden waren und über Vermittlung des Königs Frieden zu erlangen hofften. Caesar entsprach dieser Bitte; die Gründe dafür sind in der Forschung umstritten.
Ptolemaios XIII. übernahm sofort den Oberbefehl gegen Caesar. Während eines erbitterten Seegefechts vor Kanopos fand Euphranor, der tapfer die rhodischen Schiffe in Caesars Flotte befehligt hatte, seinen Untergang. Bald darauf rückte aber Mithridates von Pergamon von Syrien mit Entsatztruppen – u. a. waren 3.000 Juden unter dem Befehl Antipaters, des Vaters Herodes’ des Großen dabei – für Caesar an. Er konnte Pelusion einnehmen und gelangte über Leontopolis, dessen jüdische Bevölkerung er mit Hilfe Antipaters gewann, nach Memphis, das sich ihm freiwillig unterwarf. Weiter nach Alexandria vorrückend, schlug er bei einem Ort unbekannter Lage, Iudaion Stratopedon, die ptolemäische Armee. Der ägyptische König zog Mithridates mit seinen Truppen entgegen, um dessen Vereinigung mit Caesar zu verhindern. Er segelte zu diesem Zweck wahrscheinlich über den Mareotis-See in den Kanobischen Nil, ging an Land und errichtete seinen Stützpunkt in gut gedecktem Gelände. Doch gleichzeitig gelang es Caesar, seine Gegner zu täuschen, indem er nachts mit seiner Flotte zur Mündung eines Nilarms fuhr, die Beleuchtung seiner Schiffe löschte, genau in die umgekehrte Richtung zurücksegelte, westlich von Alexandria landete und in einem Landmarsch den Mareotis-See umging. Nach der Abwehr eines Angriffs seines Feindes konnte er seine Armee mit der des Mithridates vereinigen. Am 14. Januar 47 v. Chr. (julianisch) errang er in einer Schlacht in der Nähe eines Nilarms den entscheidenden Sieg über die ägyptische Armee; Ptolemaios XIII. ertrank auf der Flucht. Alexandria musste sich nun dem Sieger ergeben.

## Folgen
Obwohl schon öfter in Rom darüber diskutiert worden war, Ägypten als Provinz einzuziehen, ohne dass dies geschah, so beließ auch diesmal Caesar das Nilland als souveränen Staat bestehen und setzte seine Geliebte Kleopatra zur Herrscherin ein. Er fürchtete nämlich, dass ein römischer Statthalter ein so reiches Land einmal als Ausgangspunkt für eine Rebellion benützen könnte, und Caesars Herrschaft war auch nach seinem Sieg über Pompeius keineswegs gesichert, denn dessen Söhne prolongierten den Kampf. Aus Rücksicht auf die Tradition gab er Kleopatra ihren jüngeren, erst zwölfjährigen Bruder Ptolemaios XIV. als machtlosen Mitregenten zum Gatten. Da Kleopatra bei ihren Untertanen weiterhin äußerst unbeliebt war, nutzte dies Caesar als Vorwand, zu ihrer Unterstützung drei römische Legionen unter dem Oberbefehl des tüchtigen, aber von ihm abhängigen Rufio in Ägypten zu stationieren; diese Truppen sollten aber natürlich auch die Loyalität der jungen Königin kontrollieren. Nahezu alle wesentlichen Feinde Caesars waren tot, und Arsinoë wurde in Rom interniert und später im Triumphzug mitgeführt. Damit war Ägypten wieder ein verbündetes Klientelreich Roms, das über die guten Beziehungen seiner Herrscherin zu Caesar noch enger an das Weltreich gebunden war. Aus der Liebschaft zwischen Kleopatra und dem römischen Feldherrn ging ein Kind hervor, der spätere Ptolemaios XV., genannt Kaisarion.